# Nupserha tricolor
Nupserha tricolor är en skalbaggsart som beskrevs av Aurivillius 1920. Nupserha tricolor ingår i släktet Nupserha och familjen långhorningar. Inga underarter finns listade i Catalogue of Life.